# جوزيف إنغيلبيرغر
العنوان (بالإنجليزية: Joseph Engelberger)‏ (مواليد 26 يوليو 1925 في بروكلين، نيويورك - 1 ديسمبر 2015 في كونيتيكت)، هو فيزيائي ومهندس ورجل أعمال أمريكي. قام بتطوير أول روبوت صناعي في الولايات المتحدة في خمسينيات القرن العشرون.